# Grand roc Noir
Le Grand roc Noir (3 582 m) est un sommet situé dans le massif de la Vanoise, en Savoie. Sa voie d'accès se fait principalement par le refuge de la Femma.
Le glacier du Vallonnet s'étend sur les pentes septentrionales du sommet. Il est encerclé par la pointe du Vallonnet, le Grand roc Noir, les pointes de la Frêche et la la pointe des Broès, toutes d'une altitude supérieure à 3 400 mètres. Il n'est visible que depuis le vallon de la Rocheure et ses hauteurs, dont la pointe de la Sana. Facilement reconnaissable par sa forme, il souffre comme beaucoup d'autres du phénomène du recul des glaciers malgré son altitude.
Sur les flancs sud et nord de cette montagne se trouvent les gravures rupestres du Grand roc Noir.

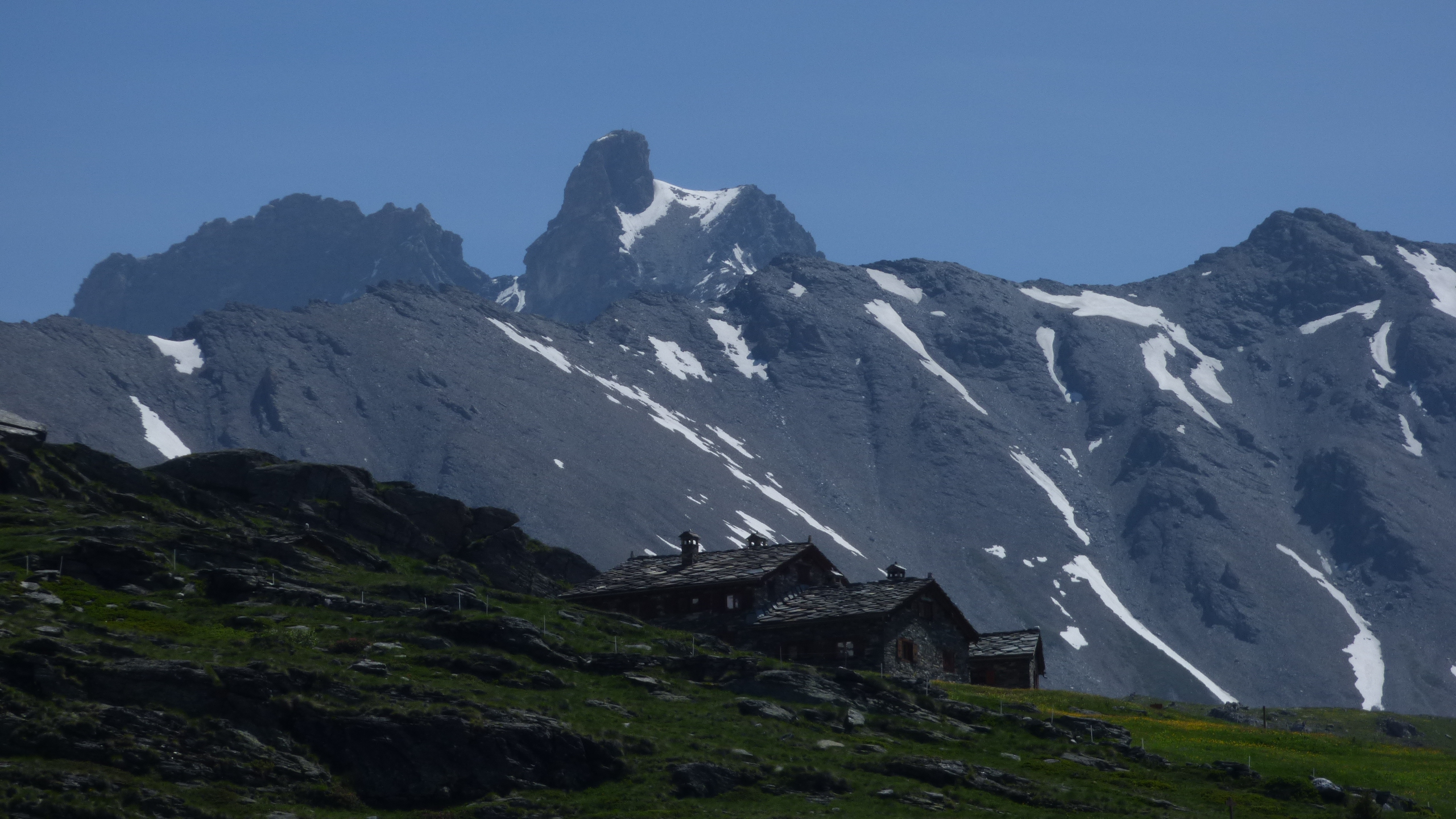
Vue depuis le lac de Bellecombe à Termignon.